# Litigio de la Puna de Atacama

Mapa de la repartición de la Puna de Atacama tras la resolución del litigio.

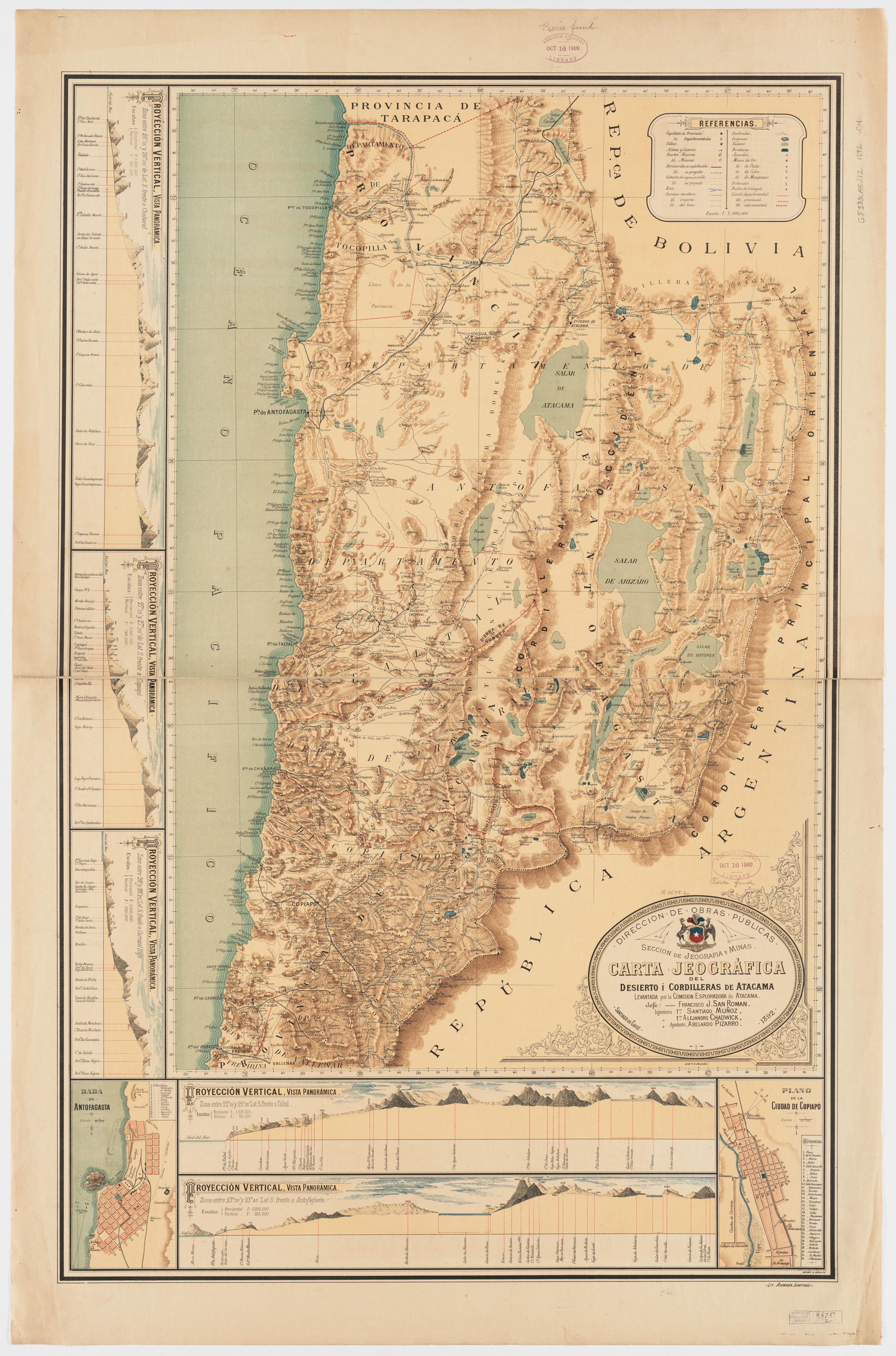
Carta geográfica del desierto y cordilleras de Atacama realizada por Francisco J. San Román y publicada el año 1892 antes del laudo de Buchanan

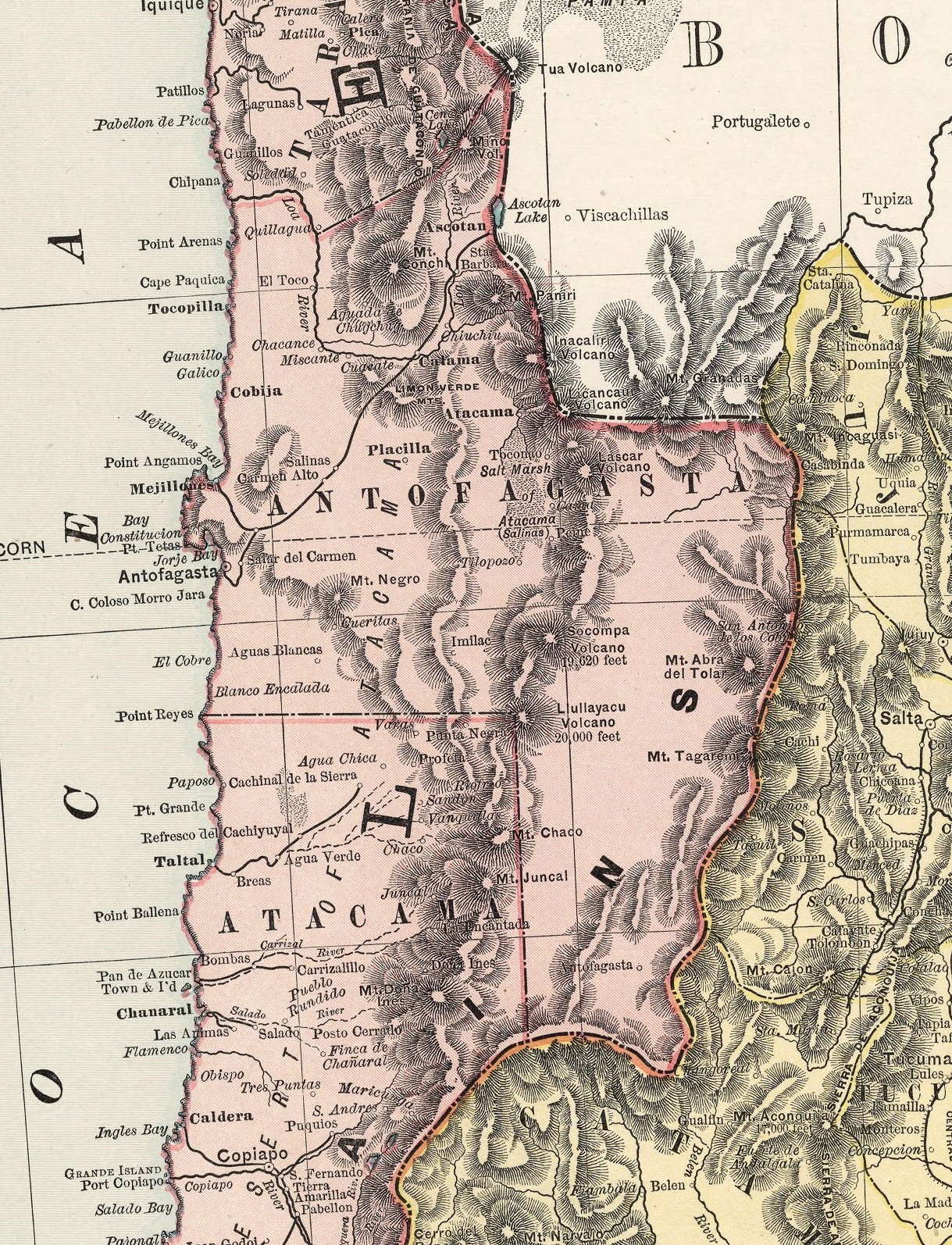
Mapa de Rand, McNally & Co. de 1892 en el que se muestra la Puna de Atacama como territorio chileno.

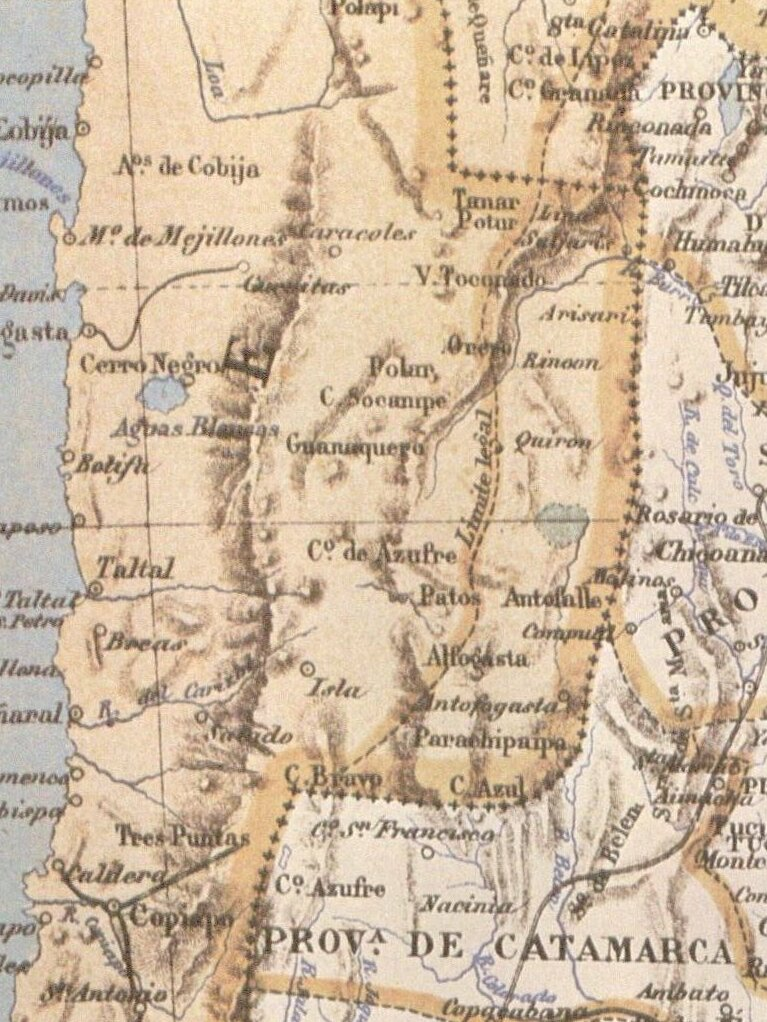
Mapa argentino de Francisco Latzina de 1888 mostrando la Puna de Atacama como territorio chileno.

El litigio de la Puna de Atacama fue una disputa de límites entre Chile, Bolivia y Argentina en el siglo XIX, por el territorio denominado Puna de Atacama, fronterizo entre estos tres países.

## Desarrollo del litigio
Entre marzo y abril de 1879 el Ejército de Chile ocupó San Pedro de Atacama y tras el Tratado de Ancón de 1883 que puso fin a la Guerra del Pacífico, Chile quedó en posesión de la Puna de Atacama, que hasta entonces había pertenecido a Bolivia como parte de su Departamento del Litoral. Luego del Pacto de Tregua entre Bolivia y Chile de 1884, Chile creó una subdelegación y envió a Alejandro Bertrand a cartografiarla, trabajo que continuó y finalizó el ingeniero Francisco J. San Román. De acuerdo a la posición argentina, este tratado dejó fuera de la jurisdicción chilena los territorios puneños, ya que en el artículo 2 se especifican los límites de la ocupación militar chilena sin incluir a la Puna:

La República de Chile, durante la vigencia de esta tregua, continuará gobernado con sujeción al régimen político y administrativo que establece la ley chilena los territorios comprendidos desde el paralelo 23 hasta la desembocadura del río Loa en el Pacífico, teniendo dichos territorios por límite oriental una línea recta que parta de Sapalegui desde la intersección con el deslinde que lo separa de la República Argentina hasta el volcán Licancabur. De este punto seguirá una recta a la cumbre del volcán apagado Cabana; de aquí continuará otra recta hasta el ojo de agua que se halla más al sur del lago Ascotán, y de aquí otra recta que, cortando a lo largo de dicho lago, termine en el volcán Ollagüe. Desde este punto, otra recta al volcán Tua, continuando después la divisoria entre el departamento de Tarapacá y Bolivia

El 4 de mayo de 1884 el gobierno argentino comunicó a Chile que parte de los territorios ocupados eran considerados como pendientes de delimitar entre Bolivia y la Argentina pretendiendo el límite en la divisoria continental de aguas. El gobierno chileno respondió que Bolivia seguía siendo dueña de la Puna. Un año después, el coronel Moisés Lozano, a cargo del Departamento de la Poma de la Provincia de Salta ocupó y anexó a ese departamento la zona de Pastos Grandes, en donde poseía minas de boratos. Poco después se realizaron otros avances, entre ellos, al pueblo de Catua. Ante una reclamación boliviana, el 24 de noviembre de 1886 el gobierno argentino ordenó el desalojo por las autoridades salteñas de Pastos Grandes, Catua y los demás puntos ocupados, los que fueron poco después ocupados por destacamentos chilenos junto con Antofagasta de la Sierra y Carichipampa.
Bolivia dictó una ley el 13 de noviembre de 1886 por la que declaraba pertenecientes a la Provincia de Sud Lípez los territorios puneños de Pastos Grandes, Antofagasta de la Sierra y Carachipampa. Ante la reacción chilena, el 2 de agosto de 1887 debió firmar un protocolo suspendiendo la ley y restableciendo el statu quo. Por su parte, el 12 de julio de 1888 Chile creó la Provincia de Antofagasta con todos los territorios al sur del paralelo 23°, incluyendo la Puna de Atacama.
El 10 de mayo de 1889 se firmó en Buenos Aires un tratado secreto entre la Argentina y Bolivia a través del ministro argentino Norberto Quirno Costa y el enviado boliviano Santiago Vaca Guzmán (Tratado Quirno Costa-Vaca Guzmán). En ese tratado se estipulaba la renuncia argentina a sus reclamos históricos sobre Tarija a cambio de la cesión por parte de Bolivia de parte de la Puna de Atacama a la Argentina, desde la Quebrada del Diablo hacia el norte por la vertiente oriental de los Andes, pero permaneció sin ratificar hasta 1893. Este tratado motivó, al tomar conocimiento del mismo tres años después, el rechazo del gobierno chileno que estaba en posesión militar de la Puna y negaba a Bolivia el derecho de pactar sobre ese territorio que ya no poseía. Argentina alegó que el Pacto de Tregua de 1884 no mencionaba a la Puna y que la ley chilena de creación del Departamento de Antofagasta de 1888 no tenía valor internacional.
Argentina separó como dos litigios distintos su frontera en disputa con Chile:
- Entre los paralelos 23° S y 26° 52' 45' ' S alegó la cesión hecha por Bolivia;
- Entre los paralelos 26° 52' 45' ' S y 52° S alegó que el límite corría por las cumbres más altas de los Andes.

Posteriormente, el 19 de mayo de 1891, Bolivia y Chile firmaron el Protocolo Matta-Reyes Ortiz que establecía el dominio definitivo del territorio ocupado por Chile en virtud del Pacto de Tregua, incluyendo la confirmación de la soberanía chilena sobre la Puna de Atacama, a cambio de deudas impagas de Bolivia hacia Chile.
El 31 de octubre de 1891 Bolivia aceptó modificar el artículo 1 del tratado Quirno Costa-Vaca Guzmán de 1889, cediendo a la Argentina la Puna de Jujuy, de Salta y de Catamarca, hasta las altas cumbres de los Andes. El 16 de septiembre de 1892, el Congreso boliviano aprobó el Tratado Quirno Costa-Vaca Guzmán con estas modificaciones. El 18 de mayo de 1895 Chile y Bolivia firmaron el Tratado Barros Borgoño-Gutiérrez por el cual Chile se comprometía a ceder a Bolivia Tacna y Arica a cambio del reconocimiento de la soberanía chilena sobre la Puna de Atacama y de no ser así Chile entregaría un puerto marítimo en Caleta Vítor a Bolivia. Al no ratificar el Congreso boliviano este tratado, el 9 de diciembre de 1895 ambos países firmaron el Protocolo Matta-Cano que lo modificaba fijando un plazo de dos años para la entrega de un puerto a Bolivia. Otro protocolo fue firmado el 30 de abril de 1896 que establecía que, si Chile no entregaba Arica a Bolivia, le cedería la caleta Vítor u otra caleta similar.
El 12 de diciembre de 1895, la Argentina y Bolivia firmaron el Protocolo Rocha-Cano, la Argentina reafirmó sus derechos a la Puna de Atacama. Chile reaccionó ocupando militarmente la Puna. Posteriormente, el 17 de abril de 1896 la Argentina y Chile firmaron el Protocolo Guerrero-Quirno Costa, que sometía al arbitraje británico las disputas territoriales, pero no la cuestión de la Puna, que sería demarcada de acuerdo con los principios del tratado de 1881 y del protocolo de 1893 (firmados por ambos países), incluyendo a Bolivia en la demarcación.

## Laudo de Buchanan
- Wikisource contiene obras originales de o sobre el Laudo de Buchanan.

El 2 de noviembre de 1898, Argentina y Chile firmaron dos actas en las que se acordó celebrar en Buenos Aires una conferencia de delegados de ambos países para delimitar la Puna. En caso de no haber acuerdo, un delegado chileno, uno argentino y el ministro de los Estados Unidos en la Argentina William Insco Buchanan fijarían el límite. La conferencia fue celebrada entre el 1 y el 9 de marzo de 1899 asistiendo Eulogio Altamirano, Enrique Mac Iver, Eduardo Matte, Luis Pereira y Julio Zegers Samaniego como delegados de Chile y Bernardo de Irigoyen, Bartolomé Mitre, Juan José Romero, José Evaristo Uriburu y Benjamín Victorica por la Argentina. Al no lograrse un acuerdo, entre el 21 y el 24 de marzo se reunieron únicamente Mac Iver (por Chile), Uriburu (por la Argentina) y William Insco Buchanan como árbitro. 
El 24 de marzo de 1899 se realizó la votación por cada sector. Primero cada uno de los dos delegados propuso una línea, que fue rechazada en votación en cada caso por Buchanan y por el otro delegado. Buchanan resolvió dividir el área de la Puna en siete sectores:
- 1) Desde la intersección del paralelo veintitrés grados con el meridiano de 67 grados, una recta hasta la cima del cerro del Rincón.
- 2) Línea recta desde la cima del cerro del Rincón, hasta la cima del volcán Socompa. Mac Iver propuso una línea desde la cima del cerro del Rincón llegara hasta el cerro Macón, pero fue rechazada.
- 3) Desde la cima del volcán Socompa, hasta el lugar llamado Aguas Blancas en los mapas argentinos, por los puntos y trechos llamados volcán Socompa, punto marcado con el número 29 en la proposición del Perito argentino, que consta del acta levantada en Santiago de Chile el 1 de septiembre de 1898, cerro Socompa Caipis, cerro Tecar, punto principal del cordón de cerros entre Tecar y cerro Inca, cerro Inca, cerro de la Zorra vieja, cerro Llullaillaco, Portezuelo Llullaillaco, punto marcado con el número 39 en la proposición antedicha, corrida de Cori, volcán Azufre o Lastarria, cordón del Azufre o Lastarria hasta el cerro Bayo, punto al Sur del cerro Bayo, número 48 de la proposición ya referida, cerro del Agua de la Falda, cerro Aguas Blancas.
- 4) Una recta que partiendo de la cima del cerro de Aguas Blancas, llegara a la cima de los cerros Colorados.
- 5) Recta desde la cima de los cerros Colorados, hasta la cima de los cerros de Lagunas Bravas.
- 6) Recta desde la cima de los cerros de Lagunas Bravas, hasta la cima de la llamada Sierra Nevada, en el mapa argentino y calculada en el mismo mapa con la altura de 6.400 metros.
- 7) Línea recta que partiendo del último punto indicado, llegara hasta el que se fijase en el paralelo 26 grados 52 minutos 45 segundos, por el Gobierno de Su Majestad Británica, en conformidad al acta de 22 de septiembre de 1898, firmada en Santiago de Chile por el ministro de Relaciones Exteriores de esa República y por el Enviado Extraordinario y Ministro Plenipotenciario de la República Argentina, como punto divisorio entre estos dos países en dicho paralelo.[2]

En el sector 7° los tres estuvieron de acuerdo, en dos (1° y 4°) Buchanan apoyó a Chile y en los otros cuatro (2°, 3°, 5° y 6°) votó favorable a la Argentina. De los 75.000 kilómetros cuadrados en disputa, 60 000 kilómetros cuadrados (80 % del total) quedaron para la Argentina y 15 000 (20 %) para Chile.

En consecuencia, la línea divisoria entre la República Argentina y la República de Chile entre los paralelos 23 grados y 26 grados 52 minutos 45 segundos de latitud austral que debiera fijar esta Comisión demarcadora con arreglo al acta segunda de 2 de noviembre de 1898, queda establecida en la forma siguiente:

Desde la intersección del paralelo 23 grados con el meridiano de 67 grados, una recta hasta la cima del cerro del Rincón, otra recta desde la cima del cerro del Rincón hasta la cima del volcán Socompa.
La línea divisoria seguirá corriendo desde la cima del volcán Socompa hasta el lugar llamado Aguas Blancas en los mapas argentinos, por los puntos y trechos llamados volcán Socompa, punto marcado con el número 29 en la proposición del Perito argentino que consta del acta levantada en Santiago de Chile el 1º de septiembre de 1898, cerro Socompa Caipis, cerro Tecar, punto principal del cordón de cerros entre Tecar y cerro Inca, cerro Inca, cerro de la Zorra vieja, cerro Llullaillaco, Portezuelo de Llullaillaco, punto marcado con el número 39 de la proposición antedicha, corrida de Cori, volcán Azufre ó Lastarria, cordón del Azufre ó Lastarria hasta el cerro Bayo, punto al Sur del cerro Bayo, número 48 de la proposición ya referida, cerro del Agua de la Falda, cerro Aguas Blancas. Como continuación de la línea divisoria, una recta que partiendo de la cima del cerro de Aguas Blancas llegue á la cima de los cerros Colorados, en seguida otra recta desde la cima de los cerros Colorados hasta la cima de los cerros de Lagunas Bravas hasta la cima de la llamada Sierra Nevada en el mapa argentino y calculada en el mismo mapa con la altura de 6.400 metros. Finalmente, una línea recta que partiendo del último punto indicado, llegue hasta el que se fije en el paralelo 26 grados 52 minutos 45 segundos por el Gobierno de Su Majestad Británica, en conformidad al acta de 22 de septiembre de 1898, firmada en Santiago de Chile por el Ministro de Relaciones Exteriores de esa república y por el Enviado Extraordinario y Ministro Plenipotenciario de la República Argentina, como punto divisorio entre estos dos países en dicho paralelo.

## Acuerdos posteriores al Laudo de Buchanan

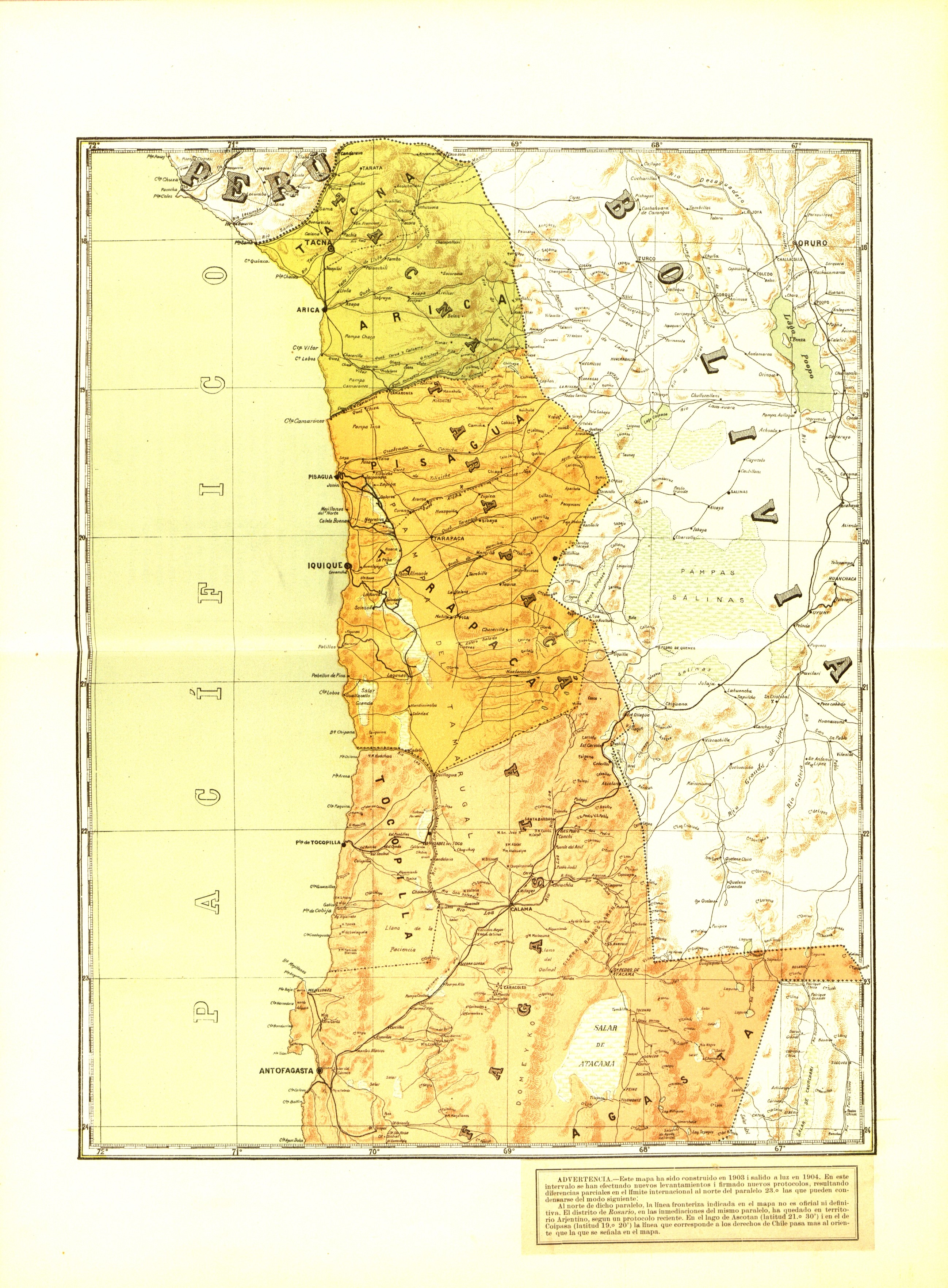
Mapa de Carlos Tornero de 1903, anterior al acuerdo sobre el límite entre el cerro Zapaleri y el hito 1.

La zona del Paso de San Francisco fue delimitada por el Laudo de 1902, el cual fue mediado por el rey Eduardo VII del Reino Unido y fue favorable a Chile en esa zona en específico.
En 1904 se descubrió que faltaba delimitar la zona entre el Hito 1.º fijado por Buchanan y el cerro Zapaleri, este último determinado como el inicio de la frontera por Argentina y Bolivia en el Tratado Quirno Costa-Vaca Guzmán. Por lo tanto se trazó una línea recta entre ambos puntos, sellando así la disputa definitivamente.
Tras la resolución de la disputa, el cerro Zapaleri pasó a ser el hito tripartito entre Chile, Argentina y Bolivia.